# Sinagoga Scola Italiana
La sinagoga Scola Italiana, Scola Italiana o Scuola Italiana, es un antiguo lugar de culto judío en Venecia que se remonta al siglo XVI.

## Historia

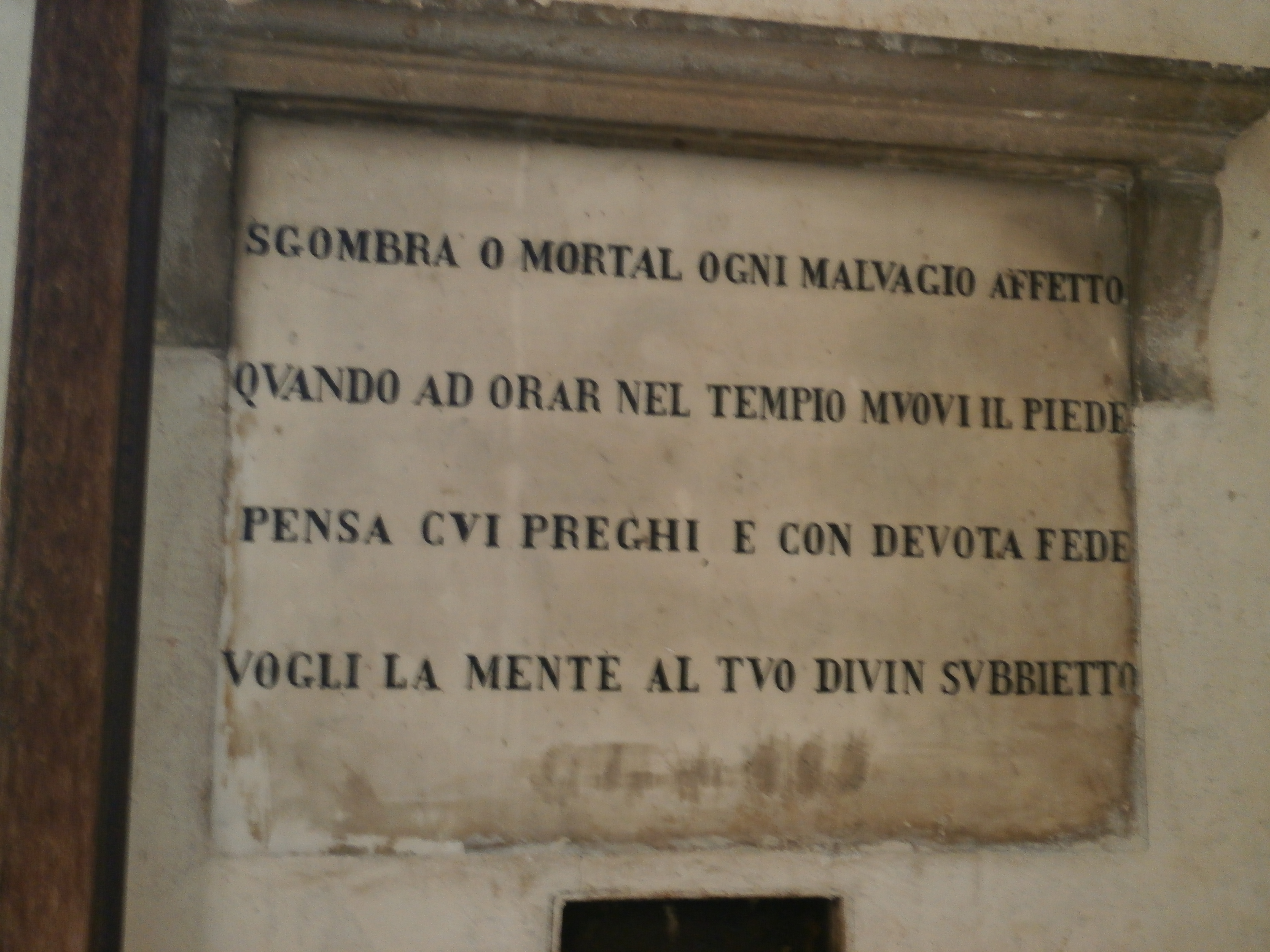
Epígrafe en el recibidor.

La sinagoga fue la tercera de Venecia y fue fundada en 1575 por la comunidad judía de origen italiano, más pobre que los Ashkenazis. Fue objeto de trabajos de restauración a principios del siglo XVIII y XIX.

## Descripción
Esta y las otras sinagogas caracterizan el gueto veneciano pero su presencia es discreta porque apenas son reconocibles desde el exterior, mezclándose con los demás edificios. Solo entrando muestran la riqueza de lo que guardan.
La Scola se encuentra en el distrito de Cannaregio, con vistas al Campo del Ghetto Novo, en Venecia . La sinagoga tiene una estructura que la convierte en la más sencilla de las de Venecia. Es muy luminosa porque la habitación recibe luz de cinco grandes ventanales que dan al Campo del Ghetto Novo.